# Drużynowe Mistrzostwa Świata w Chodzie Sportowym 2016
1. IAAF Drużynowe Mistrzostwa Świata w Chodzie Sportowym (ang. 2016 IAAF World Race Walking Team Championships) – zawody lekkoatletyczne w chodzie sportowym, które odbyły się w Rzymie 7 i 8 maja 2016 roku
Decyzję o powierzeniu stolicy Włoch organizacji zawodów podjęła 7 stycznia 2016 roku, w elektronicznym głosowaniu, Rada Międzynarodowego Stowarzyszenia Federacji Lekkoatletycznych.
Pierwotnie gospodarzem zawodów miało być rosyjskie miasto Czeboksary. Jesienią 2015 roku, w związku ze skandalem dopingowym w Rosji, IAAF zawiesił w prawach członka Wszechrosyjską Federację Lekkiej Atletyki. Na mocy tej decyzji Rosja straciła m.in. prawo do organizacji mistrzostw świata juniorów oraz drużynowych mistrzostw świata w chodzie sportowym. Na początku grudnia 2015 IAAF rozpoczął procedurę wyboru nowego gospodarza zawodów. Wstępną aplikację do władz światowej lekkoatletyki zglosily wówczas cztery krajowe związki lekkoatletyczne: Ekwador (Guayaquil), Meksyk (Monterrey), Ukraina (Kijów) oraz Włochy (Rzym). Po elektronicznym głosowaniu, 7 stycznia 2016, Rzym został wybrany gospodarzem 1. IAAF Drużynowych Mistrzostw Świata w Chodzie Sportowym, zastępując w roli organizatora tych zawodów Czeboksary. W tym samym głosowaniu wybrano Bydgoszcz (w zastępstwie rosyjskiego miasta Kazań) organizatorem Mistrzostw Świata Juniorów 2016.

## Rezultaty

### Mężczyźni
|                           | 1. miejsce                                                  | Rezultat | 2. miejsce                                                          | Rezultat | 3. miejsce                                                 | Rezultat   |
| Chód na 10 km (juniorzy)  | Zhang Jun                                                   | 40:23    | Manuel Bermúdez                                                     | 40:27 PB | Noel Alí Chama                                             | 40:29 PB   |
| Chód na 10 km (drużynowo) | Meksyk · Noel Alí Chama · Andrés Olivas                     | 8 pkt.   | Peru · César Augusto Rodríguez · Lenin Mamani                       | 13 pkt.  | Japonia · Masatora Kawano · Ryutaro Mamamoto               | 17 pkt.    |
| Chód na 20 km             | Wang Zhen                                                   | 1:19:22  | Cai Zelin                                                           | 1:19:34  | Álvaro Martín                                              | 1:19:36 PB |
| Chód na 20 km (drużynowo) | Chiny · Wang Zhen · Cai Zelin · Wang Kaihua                 | 16 pkt.  | Kanada · Benjamin Thorne · Iñaki Gomez · Evan Dunfee                | 28 pkt.  | Ekwador · Andrés Chocho · Mauricio Arteaga · Brian Pintado | 41 pkt.    |
| Chód na 50 km             | Alex Schwazer                                               | 3:39:00  | Jared Tallent                                                       | 3:42:36  | Ihor Hławan                                                | 3:44:02    |
| Chód na 50 km (drużynowo) | Włochy · Alex Schwazer · Marco De Luca · Teodorico Caporaso | 10 pkt.  | Hiszpania · José Ignacio Díaz · Francisco Arcilla · Mikel Odriozola | 33 pkt.  | Ukraina · Ihor Hławan · Iwan Banzeruk · Serhij Budza       | 38 pkt.    |

### Kobiety
|                           | 1. miejsce                                     | Rezultat | 2. miejsce                                              | Rezultat   | 3. miejsce                                                  | Rezultat  |
| Chód na 10 km (juniorki)  | Ma Zhenxia                                     | 45:25    | Ma Li                                                   | 45:25      | Valeria Ortuño                                              | 45:28 AJR |
| Chód na 10 km (drużynowo) | Chiny · Ma Zhenxia · Ma Li                     | 3 pkt.   | Meksyk · Valeria Ortuño · Vivian Castillo               | 9 pkt.     | Australia · Clara Smith · Tayla-Paige Billington            | 21 pkt.   |
| Chód na 20 km             | Liu Hong                                       | 1:25:59  | María Guadalupe González                                | 1:26:17 AR | Qieyang Shenjie                                             | 1:26:49   |
| Chód na 20 km (drużynowo) | Chiny · Liu Hong · Qieyang Shenjie · Lü Xiuzhi | 10 pkt.  | Australia · Regan Lamble · Bekki Smith · Tanya Holliday | 43 pkt.    | Kolumbia · Sandra Arenas · Sandra Galvis · Yeseida Carrillo | 61 pkt.   |